# Francesco Pellos
Francesco Pellos, o Pellizzati (Nizza, ... – XV secolo), è stato un matematico, autore di un trattato di aritmetica in lingua occitana, intitolato Compendio de lo abaco. L'opera, pubblicata nel 1492 a Torino, è nota come il primo testo a stampa in questa lingua. Le uniche notizie che si hanno sull'autore sono desunte dalla parte conclusiva del trattato, che lo indica come il "noble Frances Pellos, citadin de Nisa".

## Opere
- Compendio de lo abaco, Torino, Nicolas Benedict, Jacobinus Suigus, 1492.
- Compendio de lo abaco, Montpellier, Univ. de Montpellier Fac. des lettres et sciences humaines, 1967.